# جوليا دومنا

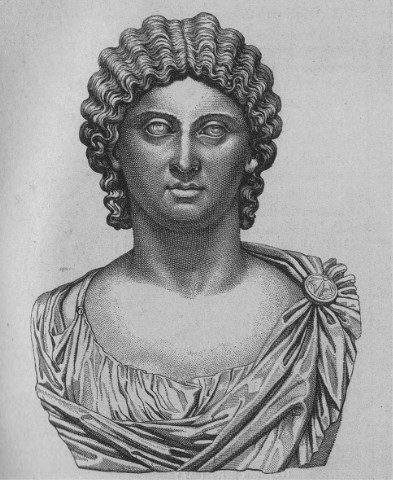
يوليا دومنا

جوليا دومنا امرأة عربيه نَبيلَةٌ مِنَ الأسْرَةِ المَلَكِيَّة الحَاكِمَة لإميسا وُلِدَتْ جُوليا دُومنا لأسرة عربيه فِي مَدِينَة إمِيسا (حمص حديثا) عام 170م، اشتهرت أسرتها بخدمة إله حمص الاكابالاس - إله الشمس- كان ابوها باسيانس كبيرا للكهنة في معبد المدينة، تَرَعْرَت جوليا في إميسا وهنالك أخذت تعليمها وثقافتها الرفيعة واشتهرت بنبوءة تقول إنها ستكون ملكة بعد زواجها، وقد سمع هذه النبوءة قائد القوات الرومانية في ولاية سورية سبتيم سيفر وكانت زوجته الأولى قد ماتت فأسرع في طلب يد جوليا من أبيها عام 187م. أما سبتيم سيفر فهو من مواليد 146م في لبتيس (لبدة اليوم) وهي مستعمرة فينيقية قريبة من قرطاجة في ليبية من أب يدعى أغناس. وكانت نشأته كما يصفه ويل ديورانت في أسرة بونيقية تتكلم بهذه اللغة، ودرس الآداب والفلسفة في أثينا واشتغل بالمحاماة في روما، وكان رغم لهجته السامية من أحسن الرومان تربية وأكثرهم علما في زمانه وكان مولعا بأن يجمع حوله الشعراء والفلاسفة، ولكنه لم يترك الفلسفة تعوقه عن الحروب ولم يدع الشعر يرقق من طباعه، وكان رجلا وسيم الطلعة، قوي البنية، بسيطا في ملبسه قادرا على مغالبة الصعاب، بارعا في الفنون العسكرية. وابتسم الحظ للزوجين حينما انتقل سبتيم سيفر ليكون قائدا عاما  للقوات الرومانية في بانونيا.
وقد أنجبت جوليا دومنا منه ولدين وهما كاراكالا (قرة الله) وجيتا اللذان شاركا أباهما الحكم كأباطرة إلا أن الغيرة بينهما جعلت كاراكالا يقدم على قتل أخيه بُعيد موت أبيه، وكان الابن المغدور في حضرة والدته التي حاولت الدفاع عنه فأخفقت، وقد تقطعت بعض أصابعها من سيوف الجند الذين أحضرهم كاراكالا لاغتيال أخيه. وكانت من نتيجة ذلك الكره الشعبي الذي انصب على كاراكالا الذي أطلق عليه لقب قاتل أخيه.
قُتل كاراكالا على يد جنوده في كاري بعد هزيمته لكراسس.